# 1060
| [ Edytuj tabelę ]          |                                                          |
| Książę Polski              | - 1058 Bolesław II Szczodry 1076                         |
| Król Angkoru               | - 1048 Udajaditjawarman II 1066                          |
| Król Anglii                | - 1042 Edward Wyznawca 1066                              |
| Król Aragonii i Nawarry    | - 1035 Ramiro I 1063                                     |
| Hrabia Barcelony           | - 1035 Rajmund Berengar I 1076                           |
| Książę Bawarii             | - 1055 Henryk VIII 1061                                  |
| Książę Burgundii           | - 1032 Robert I 1076                                     |
| Cesarz Bizancjum           | - 1059 Konstantyn X Dukas 1067                           |
| Cesarz Chin                | - 1022 Song Renzong 1063                                 |
| Książę Czech               | - 1055 Spitygniew II 1061                                |
| Król Danii                 | - 1047 Swen II Estrydsen 1074                            |
| Władca Egiptu              | - 1036 Al-Mustansir 1094                                 |
| Król Francji               | - 1031 Henryk I 1060 - 1060 Filip I 1108                 |
| Król Gruzji                | - 1027 Bagrat IV 1072                                    |
| Hrabia Holandii            | - 1049 Floris I 1061                                     |
| Cesarz Japonii             | - 1045 Go-Reizei 1068                                    |
| Kalif                      | - 1031 Al-Ka’im 1075                                     |
| Król Kastylii              | - 1035 Ferdynand I Wielki 1065                           |
| Wielki książę Kijowa       | - 1054 Izjasław I 1068                                   |
| Patriarcha Konstantynopola | - 1059 Konstantyn III Lichudes 1063                      |
| Władca Korei               | - 1046 Munjong 1083                                      |
| Król Leónu                 | - 1037 Ferdynand I Wielki 1065                           |
| Władca Maroka              | - 1056 Abu Bakr ibn Umar 1070                            |
| Król Norwegii              | - 1045 Harald III Srogi 1066                             |
| Książę Obodrzyców          | - 1043 Gotszalk 1066                                     |
| Hrabia Palatynatu          | - 1045 Henryk I ze Szwabii 1061                          |
| Papież                     | - 1059 Mikołaj II 1061                                   |
| Hrabia Portugalii          | - 1050 Nuno II 1071                                      |
| Książę Saksonii            | - 1059 Ordulf 1072                                       |
| Sułtan Seldżuków           | - 1055 Tughril Beg 1063                                  |
| Król Szkocji               | - 1058 Malcolm III 1093                                  |
| Król Szwecji               | - 1050 Emund Stary 1060 - 1060 Stenkil Ragnvaldsson 1066 |
| Doża Wenecji               | - 1043 Domenico Contarini 1071                           |
| Król Węgier                | - 1047 Andrzej I 1061                                    |

Rok 1060 / MLX
stulecia: X wiek ~
XI wiek ~
XII wiek

lata: 1050 «
1055 «
1056 «
1057 «
1058 «
1059 «
1060
» 1061
» 1062
» 1063
» 1064
» 1065
» 1070

## Wydarzenia w Polsce
- Nieudane oblężenie grodu Hradec (Grodziec) na ziemi Golęszyców przez wojska Bolesława Śmiałego podczas walk polsko-czeskich.
- wyprawa Bolesława na Węgry. Bitwa pod Mosony.

## Wydarzenia na świecie
- 4 sierpnia – Filip I wstąpił na tron francuski.
- 6 grudnia – Bela I został koronowany na króla Węgier.
- Na tronie szwedzkim zasiada Stenkil (data sporna lub przybliżona).

## Zmarli
- 4 sierpnia – Henryk I, król Francji (ur. 1008)
- 14 listopada – Godfryd II Martel, hrabia Andegawenii (ur. 1006)
- data dzienna nieznana:
  - Emund Stary, król Szwecji (ur. ?)